# Calamoecia steeli
Calamoecia steeli is een eenoogkreeftjessoort uit de familie van de Centropagidae. De wetenschappelijke naam van de soort is voor het eerst geldig gepubliceerd in 1924 door Henry.